# Gunnison (Colorado)
Pour les articles homonymes, voir Gunnison.
La ville de Gunnison est le siège du comté de Gunnison, situé dans le Colorado, aux États-Unis.
Selon le recensement de 2010, Gunnison compte 5 854 habitants. La municipalité s'étend sur 3,23 milles carrés (8,37 km2).
D'abord appelée Richardson's Coloney, la ville prend le nom du capitaine John Gunnison, explorateur de la région.
La ville de Gunnison contient sept parcs et un aéroport.

## Démographie
| 1880 | 1890  | 1900  | 1910  | 1920  | 1930  |
| ---- | ----- | ----- | ----- | ----- | ----- |
| 888  | 1 105 | 1 200 | 1 026 | 1 329 | 1 415 |

| 1940  | 1950  | 1960  | 1970  | 1980  | 1990  |
| ----- | ----- | ----- | ----- | ----- | ----- |
| 2 177 | 2 770 | 3 477 | 4 613 | 5 785 | 4 636 |

| 2000  | 2010  | - | - | - | - |
| ----- | ----- | - | - | - | - |
| 5 409 | 5 854 | - | - | - | - |